# Летар, Валери
Валери Летар (фр. Valérie Létard; род. 13 октября 1962, Орши, департамент Нор) — французский политик, сенатор от департамента Нор, вице-президент партии Новый центр (c 2008 года). Министр жилищного хозяйства и реновации городов (2024).

## Биография
На выборах совета региона Нор-Па-де-Кале в марте 2010 года Валери Летар возглавила единый список «правых», получивший во 2-м туре голосования 25,91 % голосов (2-е место).
На выборах сенаторов 2011 года вошла в список правых Жана-Рене Лесерфа под вторым номером и вновь была избрана в Сенат. 4 октября 2017 года избрана вице-президентом Сената.
21 сентября 2024 года получила портфель министра жилищного хозяйства и реновации городов при формировании правительства Барнье.
23 декабря 2024 года при формировании правительства Байру назначена ответственным министром жилищного хозяйства при министре развития территорий и децентрализации.

## Занимаемые выборные должности
22.03.1998 — 22.06.2010 — член совета региона Нор-Па-де-Кале 

2004—2010 — лидер фракции центра в совета региона Нор-Па-де-Кале 

2002—2007 — член исполнительного комитета партии Союз за французскую демократию 

2006—2007 — вице-президент партии Союз за французскую демократию 

01.10.2001 — 19.07.2007 — сенатор от департамента Нор 

01.10.2001 — 19.07.2007 — вице-президент группы «Союз центра» в Сенате 

10.2001 — 03.2004 — вице-мэр Валансьена 

19.06.2007 — 23.06.2009 — государственный секретарь по вопросам труда и социального партнерства во 2-м правительстве Франсуа Фийона 

23.06.2009 — 13.11.2010 — государственный секретарь по вопросам технологий во 2-м правительстве Франсуа Фийона 

15.03.2008 — 30.03.2014 — первый вице-мэр Валансьена 

10.04.2008 — 12.01.2016 — президент аггломерации «Большой Валансьен» 

05.2008 — 03.2018 — вице-президент партии Новый центр 

14.12.2010 — н/вр — сенатор от департамента Нор 

04.01.2016 — 01.07.2021 — член Совета региона О-де-Франс 

01.07.2021 — н/вр — член Совета департамента Нор от кантона Валансьен